# Adenomera heyeri
Adenomera heyeri es una especie de anfibio anuro de la familia Leptodactylidae. Se encuentra en la Guayana Francesa, Guyana y Surinam, y posiblemente también en Brasil .